# لطیفه احرار
لطفیه احرار (متولد ۱۲ نوامبر ۱۹۷۱) بازیگر مراکشی است. وی در ۸ دسامبر ۲۰۲۲ به سمت مدیر مؤسسه عالی هنرهای نمایشی و انیمیشن فرهنگی در رباط مراکش منصوب گردید.

## بیوگرافی
احرار در شهر مکناس دیده به جهان گشود. او فعالیت هنری خود را در سال ۱۹۹۰ با ایفای نقش در سریال تلویزیونی بنت لافچوچ (دختر لوس شده) به کارگردانی عبدالطیف آیاچی آغاز کرد.  وی سپس در مؤسسه عالی هنرهای نمایشی و انیمیشن فرهنگی (ISADAC) پذیرفته شد و در سال ۱۹۹۵ با موفقیت از این مؤسسه فارغ‌التحصیل گردید.  از آن زمان تاکنون، احرار با حضور مستمر در تئاتر و سینما، آثار ماندگاری خلق کرده و جوایز متعددی را برای بازی درخشان خود دریافت نموده است. این هنرمند در مصاحبه‌ای تأکید کرده که همواره به ایفای نقش‌های چالش‌برانگیز علاقه داشته و همکاری با کارگردانان مختلف را فرصتی ارزشمند برای رشد حرفه‌ای و گسترش دامنه هنری خود می‌داند. 
از سال ۲۰۰۵ تا ۲۰۰۸، احرار در تور نمایش La dernière nuit در Institut du monde arabe پاریس شرکت کرد. او در سال ۲۰۰۸ در دو فیلم *Une famille empruntée و Les qurbanes ایفای نقش کرد. در فیلم اول، یک نقش کمدی داشت و دوست دختر مونا فتو را بازی کرد، در حالی که در فیلم دوم، نقش یک زن خانه دار با سه فرزند را داشت که به عنوان خیاط کار می‌کرد. 
در سال ۲۰۰۹، او در نمایشنامه Douleur sous clé اثر ادواردو دی فیلیپو، که به دریجا (گویش مراکشی) توسط عبداللاتیف فردوس اقتباس شده بود، به کارگردانی کریم تروسی و همراه با هیچم ابراهیمی و هنری توماس از کمپانی Compagnie du Jour به اجرا پرداخت.
نمایش «کفر نائوم» او به دلیل پوشیدن بیکینی حین اجرا جنجال‌برانگیز شد و حتی به خاطر این کار تهدید به مرگ گردید. احرار علاوه بر بازیگری، استاد تئاتر نیز هست.

## فیلم شناسی
- 2006 : دستورات Les dix : زن قبیله شماره 3
- 2008 : Les Hirondelles... Les Cris de jeunes filles des hirondelles
- 2008 : Une famille empruntée
- 2008 : کمتر قربانیان
- 2011 : تازه : مریم
- 2014 : صفحه سیاه (فیلم کوتاه)
- 2014 : Safae Lkbira: La Grande Safae (فیلم کوتاه)
- 2015 : آیدا
- 2015 : سگ خود را گرسنه نگه دارید : ریتا
- 2017 : لالایی هدبنگ : ریتا

## لینک های خارجی
- لطفا احراره در پایگاه اینترنتی فیلم ها